# توهالا
توهالا (به انگلیسی: Tuhala) یک روستا در دهستان کوسه، شهرستان هاریو در شمال استونی است. توهالا همچنین به‌عنوان ویچز ول شناخته می‌شود. مردم بر این باورند که سکونت در توهالا به حدود ۳۰۰۰ سال قبل بازمی‌گردد. این روستا دارای بزرگ‌ترین منطقه استونی از کارست، با چندین رودخانه زیرزمینی و گودال‌هایی است. در ضمن نقشه‌نگار، لودینگ آگوست ملین در این روستا متولد شد.

## نگارخانه

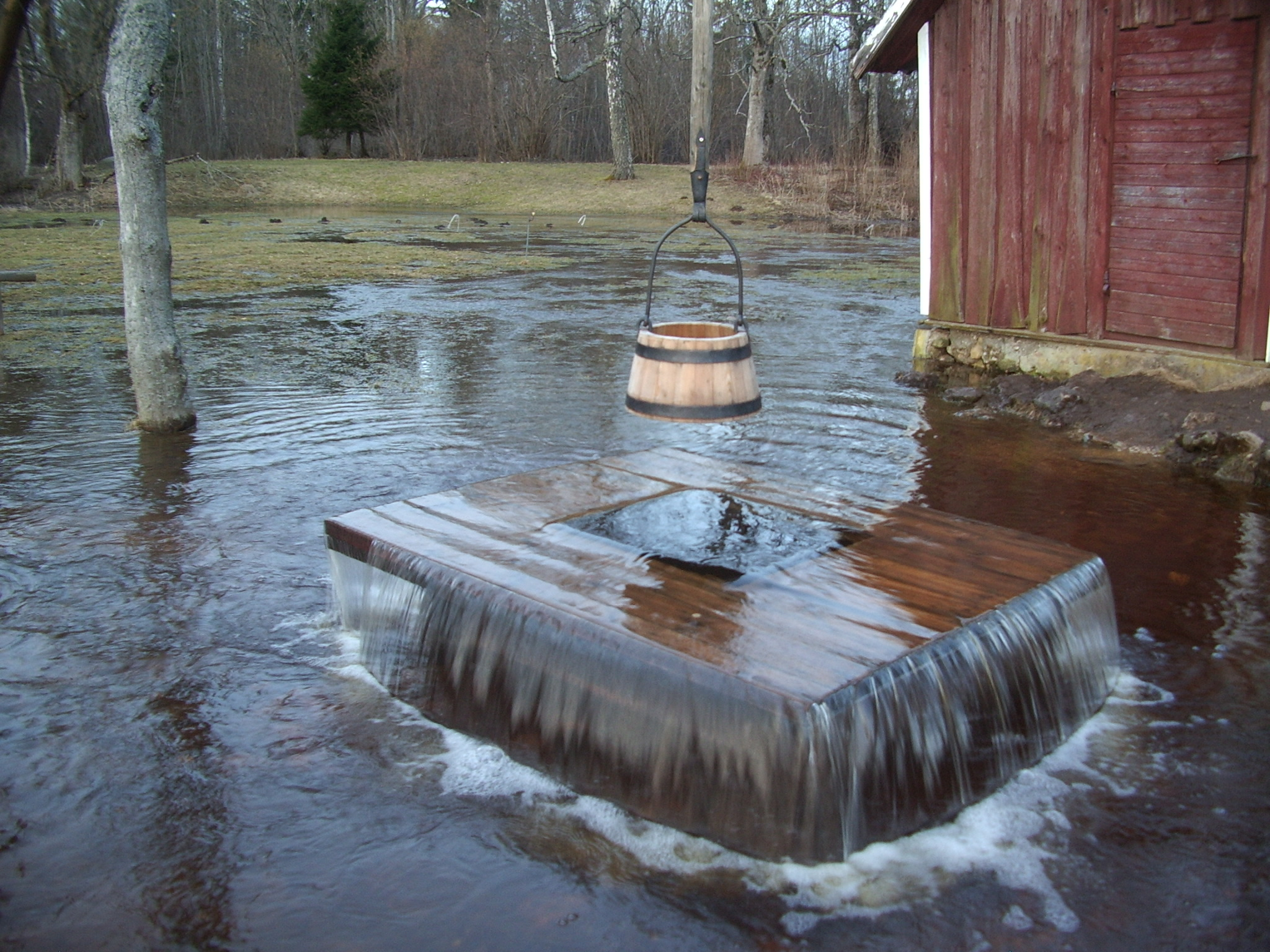
ویچز ول توهالا
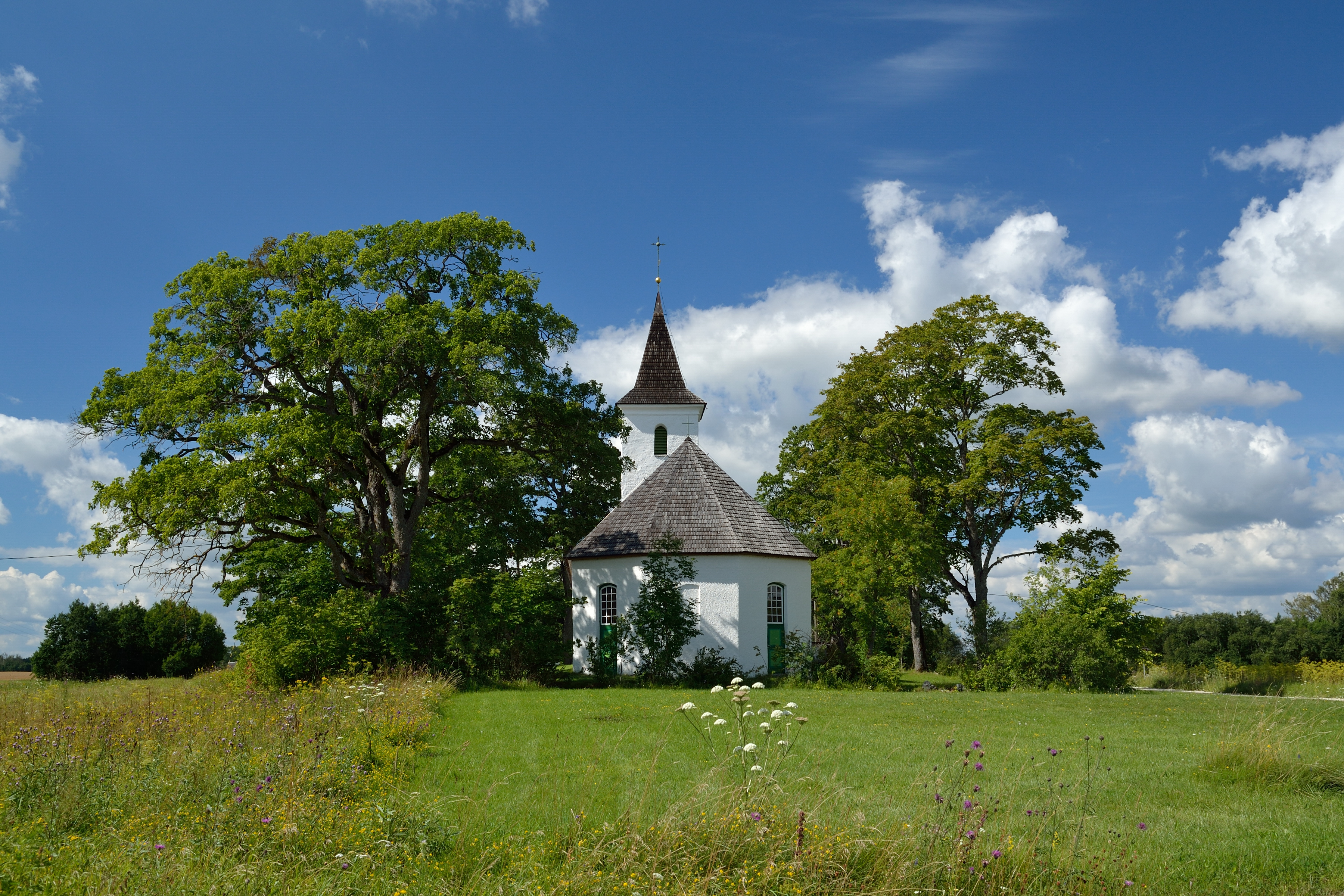
کلیسا توهالا
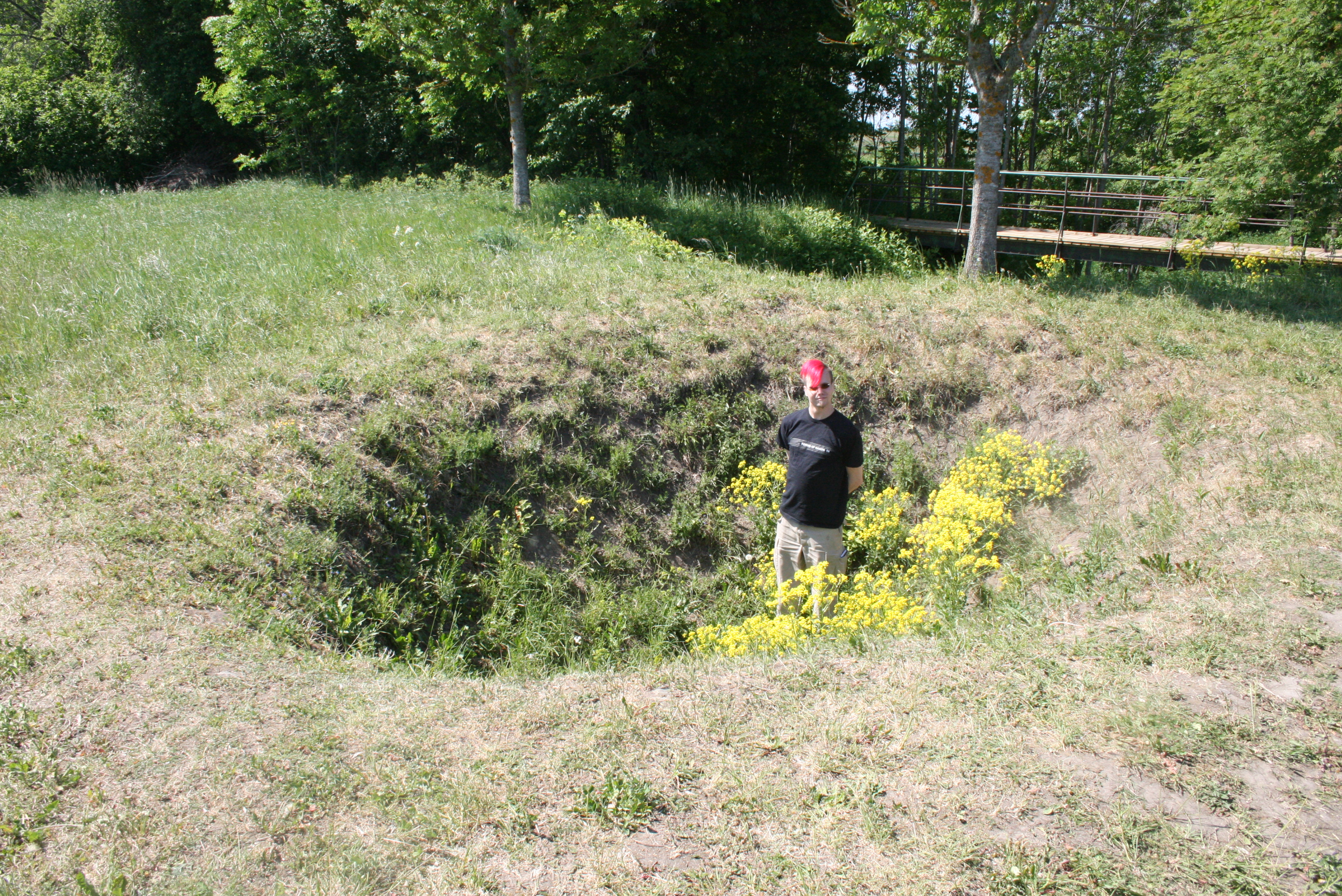
چاه فاضلاب در منطقه کارست توهالا
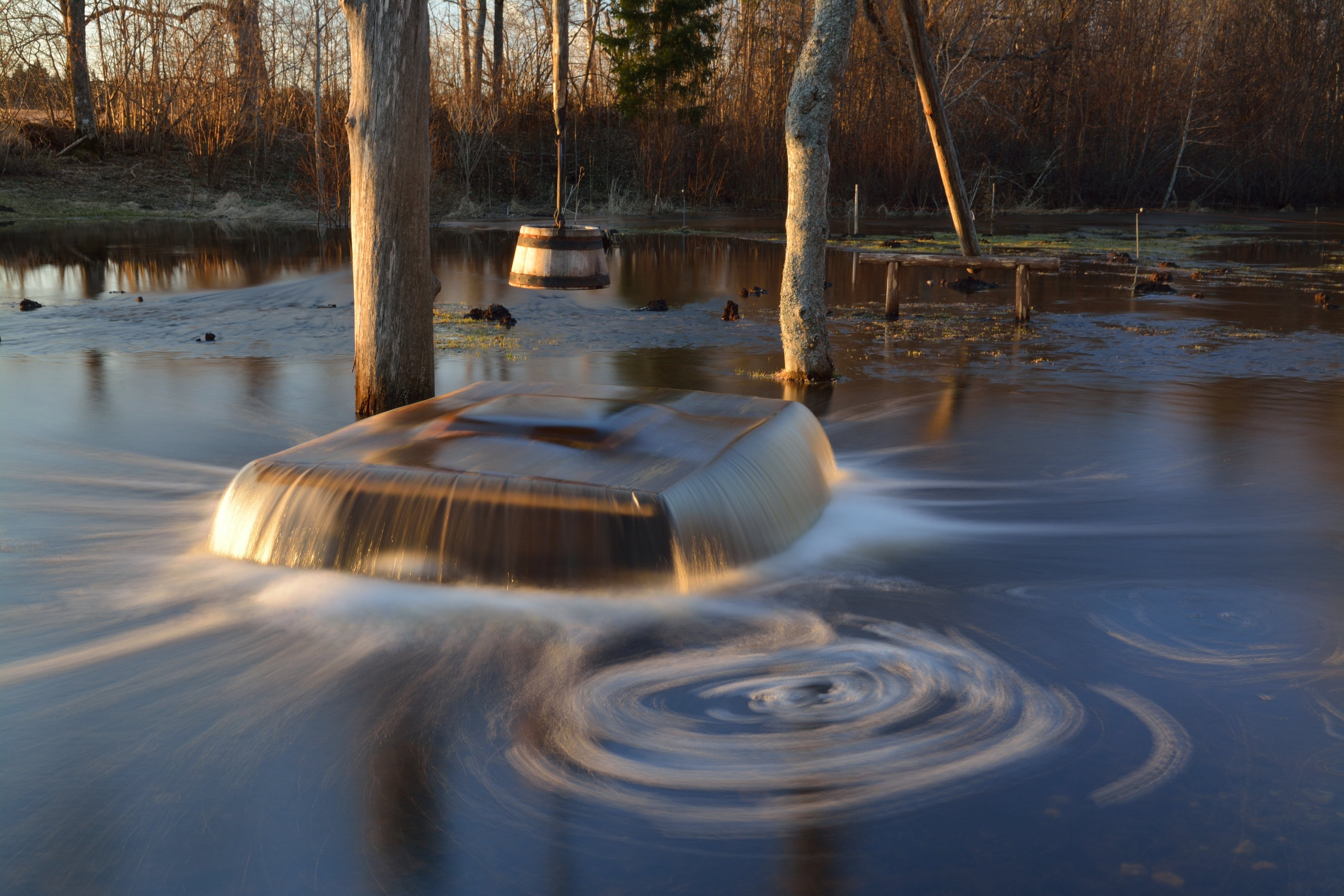
تصویری دیگر از ویچز ول توهالا